# Lithocarpus cyrtocarpus
Lithocarpus cyrtocarpus (Drake) A.Camus – gatunek roślin z rodziny bukowatych (Fagaceae Dumort.). Występuje naturalnie w północno-wschodniej części Wietnamu oraz południowo-wschodnich Chinach (w południowo-zachodnich częściach prowincji Guangdongu i regionu autonomicznego Kuangsi). 

## Morfologia
PokrójZimozielone drzewo dorastające do 10–18 m wysokości.
LiścieBlaszka liściowa jest skórzasta i ma owalny lub podłużny kształt. Mierzy 5–10 cm długości oraz 2–4 cm szerokości, jest całobrzega lub falista i delikatnie ząbkowana na brzegu, ma zbiegającą nasadę i ostry lub długo zaostrzony wierzchołek. Ogonek liściowy jest nagi i ma 10–20 mm długości.
OwoceOrzechy o kulistawym kształcie, dorastają do 15–22 mm długości i 40–50 mm średnicy. Osadzone są pojedynczo w talerzowatych miseczkach, które mierzą 10–20 mm długości i 35–45 mm średnicy. Orzechy otulone są  miseczkami do 10–25% ich długości.

## Biologia i ekologia
Rośnie w wiecznie zielonych lasach. Występuje na wysokości od 500 do 900 m n.p.m. Kwitnie od września do października, natomiast owoce dojrzewają od października do grudnia.